# Arienzo
Arienzo est une commune italienne de la province de Caserte, dans la région Campanie.

## Personnalités liées à la commune
- Flore Bracaval, religieuse belge.

## Administration
| Période                                  | Période | Identité | Étiquette | Qualité |
| ---------------------------------------- | ------- | -------- | --------- | ------- |
|                                          |         |          |           |         |
| Les données manquantes sont à compléter. |         |          |           |         |

### Hameaux
Crisci, Costa, Signorindico

### Communes limitrophes
Forchia, Moiano, Roccarainola, San Felice a Cancello, Sant'Agata de' Goti, Santa Maria a Vico